# César Lacerda de Vergueiro
César Lacerda Vergueiro (Santos, 11 de junho de 1886 — 31 de janeiro de 1957) foi um advogado e político brasileiro, mais conhecido por ter sido assassinado pelo próprio sobrinho, era conhecido como Senador César Vergueiro.

## Biografia
Filho de Afonso de Vergueiro e de Manoela Lacerda Vergueiro, era descendente do Comendador Luís Vergueiro e bisneto do Senador Vergueiro.
Cursou o secundário no Ginásio Anchieta e bacharelou-se pela Faculdade de Direito do Largo São Francisco, na capital do estado em 1907, tendo presidido o Centro Acadêmico XI de Agosto.
Foi deputado federal seguidas vezes entre 1914 e 1930. Foi Secretário da Justiça do Estado de São Paulo por duas vezes. Senador da República entre 1951 e 1957, quando morreu.

## Carreira política e assassinato
Em 1912 elegeu-se deputado federal por São Paulo, cargo que ocuparia até 1930.
Em 1925 foi nomeado pelo governador do estado Júlio Prestes, ao cargo de oficial do Cartório de Registro de Imóveis da Quarta Circunscrição da Capital, o que lhe permitiu avançar em sua carreira política.
Foi Secretário da Justiça e de Negócios Internos durante o governo Adhemar de Barros (1938-1940), e fundou o Partido Social Democrático (PSD) em 1945.
Ocupou novamente o cargo de de secretário de Justiça e Negócios Internos de Adhemar de Barros entre 1947 a 1951, apoiando Adhemar em sua campanha como candidato a Presidência da República em 1950, perdendo ambos, para o ex-presidente e ex-ditador Getúlio Vargas.
Em março de 1951 foi eleito senador com 700 mil votos, ocupando o posto até janeiro de 1957 quando foi assassinado por Plínio Gordo Vergueiro.
Sobrinho do senador, Plínio nasceu em São Vicente, a 13 de abril de 1913. Começou seus estudos no Colégio Arquidiocesano de São Paulo, concluíndo-os no Rio de Janeiro. Bacharel da Faculdade de Direito de São Paulo em 1934, formou-se advogado. Foi nomeado oficial do Cartório de Registro de Imóveis da Quarta Circunscrição da Capital pelo tio em 1946.
Durante a década de 50 começou a ter dificuldades financeiras devido a dívidas contraídas para compensar sua má sorte em jogos de cartas e corridas de cavalos. Com uma dívida de 2 milhões de cruzeiros na época, pediu ajuda ao tio. O senador lhe sugeriu a emissão de cheques sem fundos para adiar o pagamento das dívidas até encontrar uma solução definitiva para o caso. Quando a sua situação piorou e o dinheiro mal dava para sustentar sua familia e pagar os juros dos emprestimos, Plinio pediu ajuda novamente ao tio, então este lhe pediu uma lista dos credores e lhe comunicaria quando tivesse uma solução. Sem esperanças, em 31 de janeiro de 1957, Plinio comprou um revólver Taurus calibre 32 para dar fim a própria vida. Ao chegar no cartório, localizado na Bela Vista, próximo ao bairro da Liberdade, recebeu uma ligação do senador pedindo que o visitasse. Cheio de esperanças, Plinio foi ao encontro de seu tio em seu apartamento no terceiro andar do Edifício Araras na Avenida Duque de Caxias, 433, Centro, (hoje ocupado pelo Hotel Jandaia).
Ao encontrar o tio, foram para o quarto, onde o senador sentou-se na cama e disse que não poderia fazer nada pelo sobrinho, mostrando que todo seu interesse em resolver seu problema não passava de uma farsa. Plinio, que estava de pé, então, sacou o revólver que estava em seu bolso e deu um tiro certeiro na cabeça do político.
Desarmado pelo motorista do senador, Plinio foi preso em flagrante, julgado em 6 de julho de 1959, defendido pelo futuro renomado criminalista João Batista Vianna de Morais, com alegação de ato cometido sob forte emoção, foi condenado a pena mínima de 12 anos de reclusão.

## Homenagens Recebidas
- Medalha do Mérito Santos-Dumont (19/09/1957).[1]
- Nome de rua situada no bairro do Sumarezinho cidade de Sao Paulo - SP Rua Senador Cesar Lacerda Vergueiro.[1]
- Nome de Escola Estadual situada no bairro Jardim Belvedere na cidade de Araras - SP Escola Estadual Senador César Lacerda de Vergueiro. [1]
- Nome de rua no bairro Jardim América, na cidade de Ribeirão Preto - SP.
- Nome de avenida no bairro Ponta da Praia, na cidade de Santos - SP.

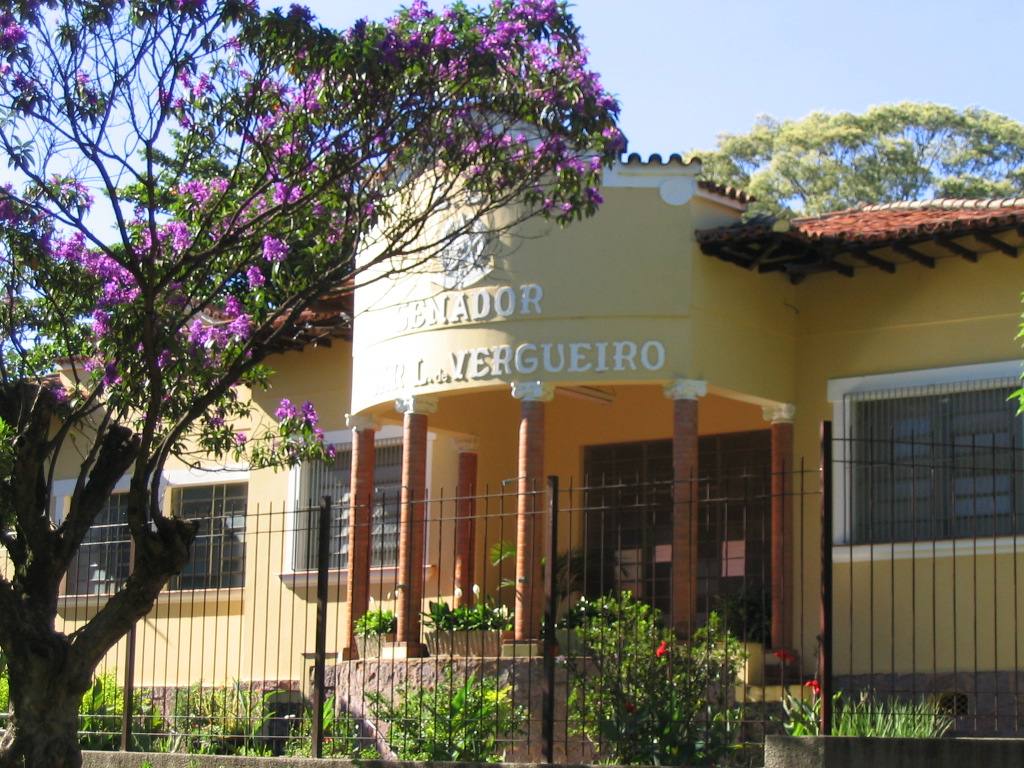
Escola Estadual Senador César Lacerda de Vergueiro, em Araras